# Estnische Fußballmeisterschaft 1928
Die Estnische Fußballmeisterschaft wurde 1928 zum insgesamt 8. Mal als höchste estnische Fußball-Spielklasse der Herren ausgespielt. Die Meisterschaft wurde zum letzten Mal im K.-o.-System ausgetragen. Meister wurde zum zweiten Mal in der Vereinsgeschichte der Tallinna JK nach einem Finalsieg über VK Merkur Tallinn.

## 1. Runde
In der ersten Runde konnten sich unterklassige Vereine durch Siege in ihren Regionalen K.-o.-Systemen die in Tallinn, Nord, Süd, und Zentral Estland aufgeteilt waren für die zweite Runde qualifizieren.

### Region Tallinn
|                       | Ergebnis |                |
| --------------------- | -------- | -------------- |
| ÜENÜTO1               | 1:2      | ÜENÜ Hõimla2   |
| NMKÜTO3               | 2:1      | Edu Tallinn    |
| VVS Puhkekodu Tallinn | 13:00    | Tekas Tallinn  |
| Äriteenijad Tallinn   | 3:1      | Vitjas Tallinn |

1Die genaue Klubbezeichnung lautet Üle Eestilise Noorte Ühenduse Tallinna Osakond.

2Die genaue Klubbezeichnung lautet Üle Maaline Noorte Ühendus Hõimla.

3Die genaue Klubbezeichnung lautet Noorte Meeste Kristliku Ühenduse Tallinna Osakond.
|                       | Ergebnis |                     |
| --------------------- | -------- | ------------------- |
| ÜENÜ Hõimla           | 5:0      | NMKÜTO              |
| VVS Puhkekodu Tallinn | 1:2      | Äriteenijad Tallinn |

|             | Ergebnis |                     |
| ----------- | -------- | ------------------- |
| ÜENÜ Hõimla | 3:1      | Äriteenijad Tallinn |

### Region Nord (Põhja)
|               | Ergebnis |             |
| ------------- | -------- | ----------- |
| Kalev Rakvere | 3:1      | Astra Narva |

### Region Süd (Lõuna)
|          | Ergebnis |  |
| -------- | -------- |  |
| Tartu JK | Freilos  |  |

### Region West (Lääne)
|                | Ergebnis |                   |
| -------------- | -------- | ----------------- |
| Kohila Püsivus | 1:2      | Jõelähtme Ühendus |

### Region Zentral Estland (Kesk)
|                 | Ergebnis |              |
| --------------- | -------- | ------------ |
| Pärnu JK        | 4:5      | Vaprus Pärnu |
| Sindi Klaju     | Freilos  |              |
| Türi Spordiring | 8:1      | Võhma Leola  |

|                 | Ergebnis |              |
| --------------- | -------- | ------------ |
| Sindi Klaju     | 2:2      | Vaprus Pärnu |
| Türi Spordiring | Freilos  |              |

|             | Ergebnis |              |
| ----------- | -------- | ------------ |
| Sindi Klaju | 1 w/o1   | Vaprus Pärnu |

1Vaprus Pärnu trat nicht zum Wiederholungsspiel an.

|                 | Ergebnis |             |
| --------------- | -------- | ----------- |
| Türi Spordiring | 3:0      | Sindi Klaju |

## 2. Runde
In der zweiten Runde spielte die siegreichen Vereine den Regionalen Meister aus der sich für die dritte Runde qualifizieren konnte. Da es fünf Regionale Meister gab spielte Türi Spordiring zweimal um sich für das Entscheidungsspiel qualifizieren zu können.

### Regionale Meister
|                   | Ergebnis |                 |
| ----------------- | -------- | --------------- |
| Jõelähtme Ühendus | 2:5      | Türi Spordiring |
| ÜENÜ Hõimla       | 1:5      | Tartu JK        |
| Türi Spordiring   | 4:2      | Kalev Rakvere   |

|          | Ergebnis |                 |
| -------- | -------- | --------------- |
| Tartu JK | 1:0      | Türi Spordiring |

## 3. Runde
In der dritten Runde spielte der 2. Runden Sieger Tartu JK und die drei letztjährigen Viertelfinalisten um den Einzug in die Finalrunde.
|                     | Ergebnis |                  |
| ------------------- | -------- | ---------------- |
| SR Võitleja Tallinn | 2:1      | KS Narva Võitlea |
| SR Võitleja Tallinn | 4:2      | JK Pärnu Tervis  |
| SR Võitleja Tallinn | 0:3      | Tartu JK         |

## Finale
Bereits qualifiziert für die Finalrunde waren der Tallinna JK und VK Merkur Tallinn. Der Tartu JK trat aus unbekannten Gründen nicht an der Finalrunde teil, sodass es direkt zu einem Endspiel kam.
| Tallinna JK                                      | Tallinna JK | VK Merkur Tallinn | VK Merkur Tallinn |
| ------------------------------------------------ | --- | --- | ----------------- |
| Tallinna JK                                      | \| Finale \| \| 2. September 1928 in Tallinn (Kadrioru staadion) \| \| Ergebnis: 4:1 \| \| Schiedsrichter: Nikolai Tšutšelov \| \| Spielbericht \|                                               | \| Finale \| \| 2. September 1928 in Tallinn (Kadrioru staadion) \| \| Ergebnis: 4:1 \| \| Schiedsrichter: Nikolai Tšutšelov \| \| Spielbericht \|                                                           | VK Merkur Tallinn |
| Tallinna JK                                      | August Lass – Ralf Liivar, Eugen Einman(n), Elmar Saar, Bernhard Rein, Elmar Kaljot, Hugo Väli, Arnold Pihlak, Eduard Ellman-Eelma, Karl Fischer, Ernst-Aleksander Joll Cheftrainer: Hans Winter | Paul Leithammel – Edmund Peterson, Voldemar Peterson, Aleksander Aljas, Herbert Saarne, Artur Maasik, Vinkel, Alfei Jürgenson, Roland Jürisson, Theodor Strandberg, August-Voldemar Vahar Cheftrainer: n. b. | VK Merkur Tallinn |
| Tallinna JK                                      | Arnold Pihlak Ernst-Aleksander Joll Eduard Ellman-Eelma | Artur Maasik | VK Merkur Tallinn |
| Finale                                           | | |                   |
| 2. September 1928 in Tallinn (Kadrioru staadion) | | |                   |
| Ergebnis: 4:1                                    | | |                   |
| Schiedsrichter: Nikolai Tšutšelov                | | |                   |
| Spielbericht                                     | | |                   |

## Die Meistermannschaft von JS Estonia Tallinn
(Berücksichtigt wurden alle Spieler der Mannschaft)
| 1. | JS Estonia Tallinn |
|    | - Spieler: Johannes Brenner, Eugen Einman(n), Eduard Ellman-Eelma, Karl Fischer, Ernst-Aleksander Joll, Elmar Kaljot, Rudolf Kallaste, August Lass, Ralf Liivar, Arnold Pihlak, Bernhard Rein, Elmar Saar, Hugo Väli - Trainer: Hans Winter |